# Chong Wei Feng
Chong Wei Feng (* 26. Mai 1987) ist ein malaysischer Badmintonspieler. 

## Karriere
Chong Wei Feng siegte 2007 bei den India International im Herreneinzel. In der gleichen Disziplin war er 2009 auch bei den Malaysia International erfolgreich. Bei den Vietnam Open 2009 wurde er Zweiter im Einzel.